# Châtenoy-en-Bresse
Châtenoy-en-Bresse település Franciaországban, Saône-et-Loire megyében. Lakosainak száma 1098 fő (2022. január 1.). Châtenoy-en-Bresse Sassenay, Allériot, Chalon-sur-Saône, Crissey, Oslon és Saint-Marcel községekkel határos.

## Népesség
A település népességének változása:
| Lakosok száma | 1057 | 1111 | 1172 | 1109 | 1103 | 1095 | 1095 | 1088 | 1098 |
|               | 2013 | 2015 | 2016 | 2017 | 2018 | 2019 | 2020 | 2021 | 2022 |